# (7052) Octaviabutler
(7052) Octaviabutler ist ein Asteroid des Hauptgürtels, der am 12. November 1988 von der US-amerikanischen Astronomin Eleanor Helin am Palomar-Observatorium (IAU-Code 675) auf dem Gipfel des Palomar Mountain etwa 80 Kilometer nordöstlich von San Diego entdeckt wurde.
Der Asteroid wurde am 27. August 2019 nach der US-amerikanischen Science-Fiction-Autorin Octavia E. Butler (1947–2006) benannt, die eine der wenigen schwarzen Schriftstellerinnen des Science-Fiction-Genres und die erste, die größere Bekanntheit erreichte.